# Rana cascadae
Rana cascadae är en groddjursart som beskrevs av Slater 1939. Rana cascadae ingår i släktet Rana och familjen egentliga grodor. Inga underarter finns listade i Catalogue of Life.
Arten förekommer i Kaskadbergen i västra USA från delstaten Washington över Oregon till norra Kalifornien. Den lever i bergstrakter mellan 400 och 2500 meter över havet. Individerna vistas i skogar och gräsmarker intill vattendrag samt i träskmarker. De håller vinterdvala i slammet och kan hittas 75 meter ifrån pölar. Äggläggningen sker i små dammar.
Beståndet påverkas av introducerade rovfiskar, av vattenföroreningar och av torka. Hela populationen minskar men den är fortfarande stor. IUCN kategoriserar arten globalt som livskraftig.